# Cervonîi Iar, Krînîcikî
Cervonîi Iar (în ucraineană Червоний Яр) este un sat în așezarea urbană Krînîcikî din raionul Krînîcikî, regiunea Dnipropetrovsk, Ucraina.

## Demografie
Componența lingvistică a localității Cervonîi Iar
     Ucraineană (97,64%)
     Rusă (2,04%)
     Alte limbi (0,32%)
Conform recensământului din 2001, majoritatea populației localității Cervonîi Iar era vorbitoare de ucraineană (97,64%), existând în minoritate și vorbitori de rusă (2,04%).